# ناحیه بدر
ناحیه بدر (به عربی: بدر) یک منطقهٔ مسکونی در اردن است که در استان امان واقع شده‌است.